# Ajuntament de Montcada i Reixac
L'ajuntament de Montcada i Reixac és un edifici de Montcada i Reixac (Vallès Occidental) inclòs a l'Inventari del Patrimoni Arquitectònic de Catalunya.

## Descripció
És un edifici recuperat d'una antiga casa de postes, segons fons documentals properes. Presenta una façana remodelada on es mostren una sèrie d'elements recuperats d'èpoques anteriors dins d'un aplec de variats historicismes. La façana és de distribució totalment harmònica dels seus elements d'obertura i decoració, tant a la planta baixa com al pis.
A la planta baixa la porta d'entrada és d'arc rodó de mig punt, que a la vegada es troba ressaltat per una motllura a l'estil de la fàbrica de maó amb una de les arquivoltes dentades. A l'espai del timpà de la porta hi ha una reixa de forja artística, on al bell mig es troba l'escut de Montcada. A cada costat de la porta hi ha dues finestres rectangulars amb barana de ferro forjat i motllura onejant a la part superior emmarcant l'espai en forma de cortina.
Al pis, i seguint l'eix de la porta d'entrada, hi ha una finestra rectangular amb el mateix tipus de barana que a la planta baixa i decoració a la part superior però de mides més petites. A sobre hi ha la representació de l'escut de Montcada emprat com a segell entre els anys 1837 a 1940. A cada costat hi ha una balconada de dues obertures de forma rectangular, barana del tipus ja explicat i emmarcament superior dins la incidència de l'arc conopial. La façana corona en una fina motllura de cornisa ornamentada en dents de serra i de forma ondulada en sobresortit al centre.
Les baranes de protecció ubicades a les finestres i balconades de l'Ajuntament es formen a partir d'una forma rectangular en disposició de lectura dels elements horitzontalment; el treball artístic de la forja es limita per la part inferior, per una barra clavada pels seus extrems al mur del forat de la finestra -que es troba en retret respecte a la barana- i sostinguda sobre un anell la qual cosa no la fa reposar directament a l'ampit; per la part superior el tancament és el mateix però amb una inclusió de la segona barra. L'aspecte artístic el centra un element circular i un treball de reixa graellada de barres rodones a l'interior. Aquest cercle es troba acompanyat d'un ornament d'estilitzacions florals (fulles) conjuminat amb uns elements fusiformes amb la finalitat de donar-li ritme, elasticitat. En el seu conjunt el treball ens manifesta uns veritables dominis de conjuminació d'uns elements geomètrics i d'altres d'inspiració en la natura a fi i a efecte d'aconseguir uns resultats força suggestius de formes, trencament amb l'aire monòton de la línia recte en benefici de la corba, del moviment.

## Història
El 1788 era una casa de postes.
Els orígens d'aquest ajuntament podrien trobar-se a partir d'una visita d'un delegat especial del governador civil de Barcelona, quan aquest va connotar la manca d'un edifici per a la Casa Consistorial amb habitatge per al secretari i d'una escola amb habitatge per al mestre. D'aquesta vivència es va produir l'intent de pressupost de l'arquitecte Francesc de Paula del Villar i Lozano (16 de maig del 1856) per a bastir la nova Casa de la Vila.
L'autor de les baranes de finestres i balcons fou el forjador local Miquel Arenes (as) i Comadrany. La seva esposa sembla que l'ajudava quant als dibuixos, perquè era molt bona dibuixant.